# La Colline inspirée
La Colline inspirée est un roman post-symboliste de Maurice Barrès publié en 1913. En 1950, ce roman fut inclus dans la liste du Grand prix des Meilleurs romans du demi-siècle.
L'histoire se passe dans un lieu de sa terre d'origine, la colline de Sion en Meurthe-et-Moselle. Le livre débute par la célèbre phrase : « Il est des lieux où souffle l'esprit », que l'écrivain et homme politique belge Pierre Nothomb, admirateur de Barrès, attribue aussi à la colline de Montquintin (commune de Rouvroy, Belgique), dont le château fut la demeure de l'évêque suffragant de Trèves, Johann Nikolaus von Hontheim, théoricien du fébronianisme.

## Résumé

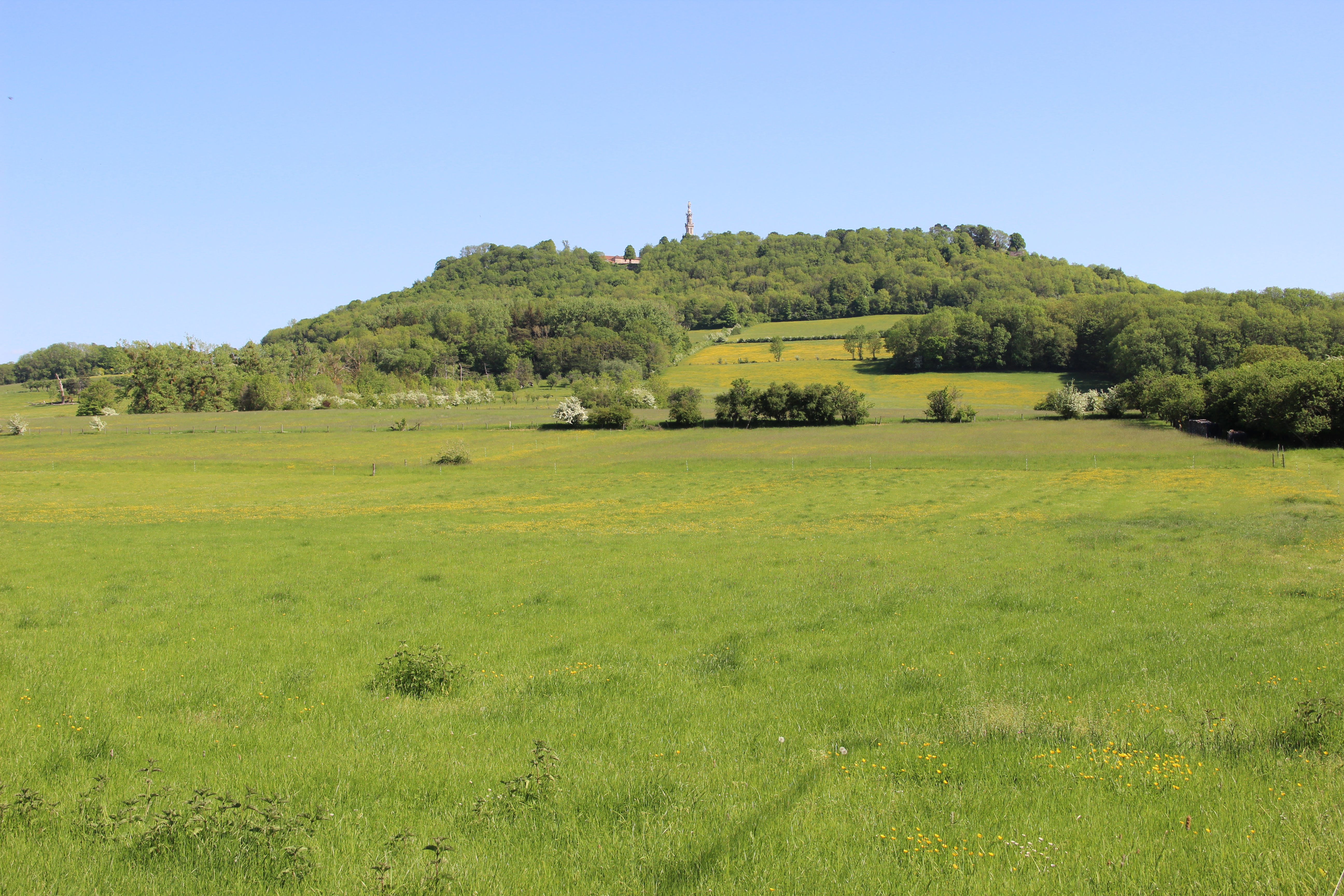
La colline de Sion.

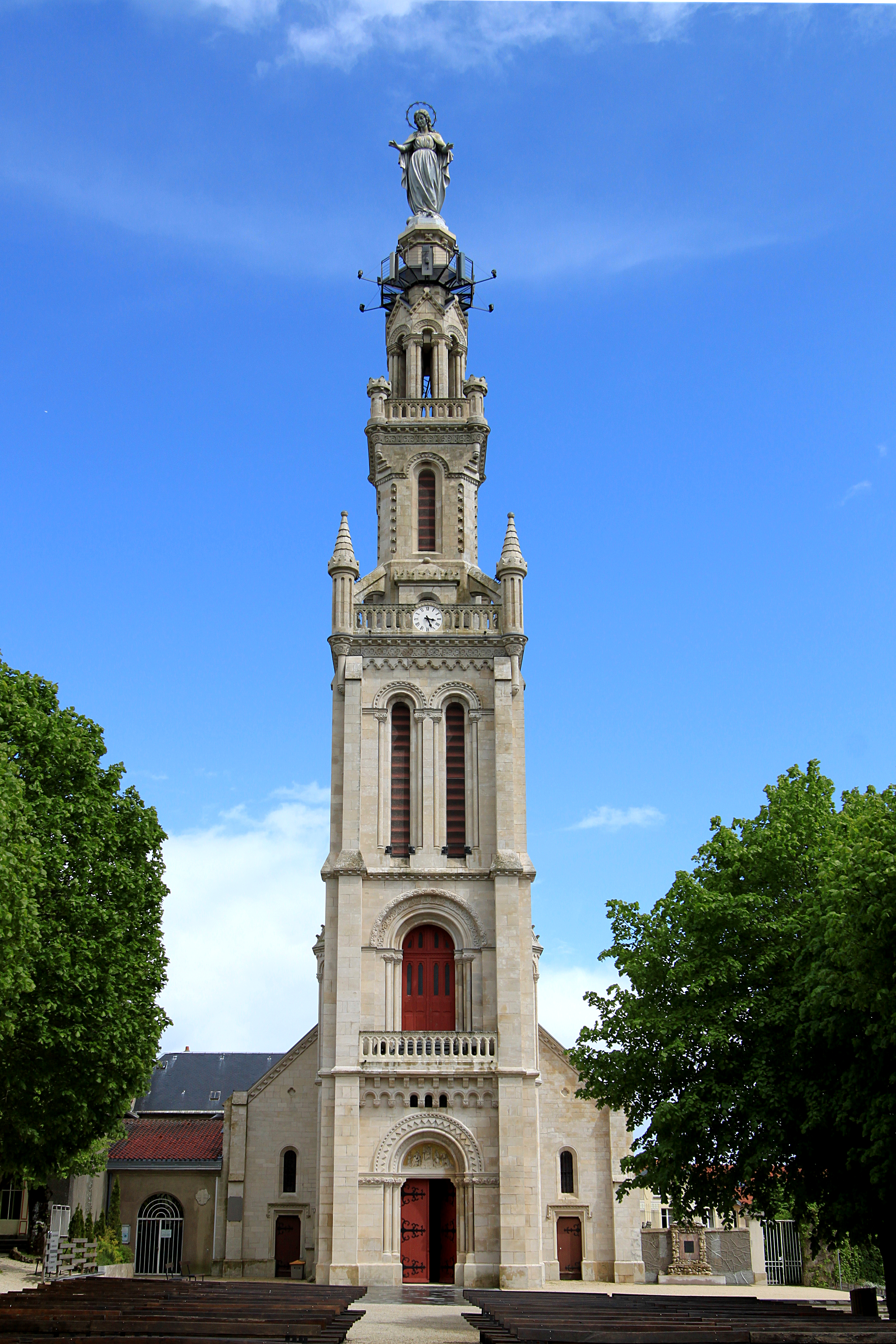
La basilique Notre-Dame de Sion.

Trois religieux lorrains, les frères Baillard, décident de faire revivre la colline de Sion, autrefois lieu de pèlerinage dédié à la Vierge. Remportant tous les succès, ils s'enrichissent jusqu'à inquiéter leurs supérieurs, et attirent les foules à Sion. Mais la rencontre de l'aîné Léopold avec l'hérésiarque Vintras, prêtre excommunié par l'Église, transforme la basilique Notre-Dame de Sion en bastion de la secte vintrasienne. Rejetée par les autorités catholiques, la communauté de Sion perd peu à peu fidèles et religieux, et ne maintient qu'une poignée autour de Léopold et de ses frères. Le manque d'argent et l'arrivée d'un prêtre catholique « orthodoxe » dépêché par l'évêque de Nancy va chasser cette poignée de son église. Toutefois, pris par le remords et ému par l'amour sincère de Léopold pour sa colline, le prêtre catholique va s'employer à le ramener dans le giron de l'Église, et, après lui avoir donné l'extrême-onction, il obtiendra que Léopold abjure son hérésie.

## Analyse
Ce roman se construit comme l'affrontement de deux mouvements, le courant illuminé des « vintrasiens » et le courant fidèle à Rome. Le premier, tenant sa raison d'être de la colline et de la terre lorraine, symbolise la liberté, la fidélité aux « racines ». Le second, tenant sa raison d'être de Rome, de l'évêque de Nancy, symbolise l'ordre et la soumission à l'autorité. Malgré la folie où tombe Léopold, malgré la victoire de l'Église par sa rétractation, Barrès refuse de trancher entre l'ordre et la liberté, et donne son sentiment dans les dernières lignes, fameuse opposition entre la chapelle (l'ordre) et la prairie (l'enthousiasme) dont l'auteur montre combien elles nous sont indispensables toutes deux.

## Premières lignes
Le chapitre Ier s'ouvre ainsi :
IL EST DES LIEUX OÙ SOUFFLE L’ESPRIT
Il est des lieux qui tirent l’âme de sa léthargie, des lieux enveloppés, baignés de mystère, élus de toute éternité pour être le siège de l’émotion religieuse. L’étroite prairie de Lourdes, entre un rocher et son gave rapide ; la plage mélancolique d’où les Saintes-Maries nous orientent vers la Sainte-Baume ; l’abrupt rocher de la Sainte-Victoire tout baigné d’horreur dantesque, quand on l’aborde par le vallon aux terres sanglantes ; l’héroïque Vézelay, en Bourgogne ; le Puy-de-Dôme ; les grottes des Eyzies, où l’on révère les premières traces de l’humanité ; la lande de Carnac, qui parmi les bruyères et les ajoncs dresse ses pierres inexpliquées ; la forêt de Brocéliande, pleine de rumeur et de feux follets, où Merlin par les jours d’orage gémit encore dans sa fontaine ; Alise-Sainte-Reine et le mont Auxois, promontoire sous une pluie presque constante, autel où les Gaulois moururent aux pieds de leurs dieux ; le mont Saint-Michel, qui surgit comme un miracle des sables mouvants ; la noire forêt des Ardennes, tout inquiétude et mystère, d’où le génie tira, du milieu des bêtes et des fées, ses fictions les plus aériennes ; Domremy enfin, qui porte encore sur sa colline son Bois Chenu, ses trois fontaines, sa chapelle de Bermont, et près de l’église la maison de Jeanne. Ce sont les temples du plein air. Ici nous éprouvons, soudain, le besoin de briser de chétives entraves pour nous épanouir à plus de lumière. Une émotion nous soulève ; notre énergie se déploie toute, et sur deux ailes de prière et de poésie s’élance à de grandes affirmations.

## Jugement de Marguerite Yourcenar sur l’œuvre
- Marguerite Yourcenar à propos de La Colline inspirée : « Les Déracinés me paraissait un livre artificiel et voulu ; je le pense encore. Mais le Barrès de La Colline inspirée était bouleversant, parce que, de nouveau, c'était à la fois le monde invisible et l'autre, celui de la réalité paysanne ; je continue à croire que c'était un grand livre. Évidemment, il y a des creux, des moments où Barrès fait du Barrès, mais il y a aussi des moments où c'est du grand art véritable, ces paysages de Lorraine, merveilleusement décrits, et surtout la solitude et la vieillesse de Léopold, le sorcier, l'occultiste, et son dévouement jusqu'au bout à Vintras, mi-fanatique, mi-charlatan, bien qu'il soit pourtant la cause de toutes ses épreuves[2]. »

## Éditions
- La Colline inspirée. Émile-Paul Frères, Paris, 1913 Document électronique
- "La Colline Inspirée". éd. Camille Pelletan  Paris, 1915
- La Colline Inspirée, Plon-Nourrit et Cie, 1924
- La Colline Inspirée, Le Livre de poche, 1960
- La Colline inspirée, éditions du Rocher, 2005  (ISBN 978-2-268-05249-6 et 2268052494).

## Filmographie
- 1983 : Les Chardons de la colline, téléfilm français réalisé par Édouard Logereau, 52', diffusé sur FR3, scénario et dialogues Gilles Laporte, avec Bernadette Le Saché, Louis Arbessier, Claude Brosset et Jean-Claude Arnaud